# Anaid Iplicjian
Anaid Iplicjian (ur. 24 października 1935 w Berlinie) – niemiecka aktorka. Jej rodzina pochodzi z Armenii. Prowadząca 2. Konkursu Piosenki Eurowizji w 1957 roku.

## Filmografia
- Derrick (1975, 1980, 1984)